# Alpi dell'Eisenerz
Le Alpi dell'Eisenerz (in tedesco Eisenerzer Alpen) sono un gruppo montuoso delle Alpi dell'Ennstal nelle Alpi Settentrionali di Stiria. Si trovano in Austria (Stiria)
Le Alpi dell'Eisenerz costituiscono la parte meridionale delle Alpi dell'Ennstal e prendono il nome da Eisenerz, comune della Stiria.

## Classificazione
Secondo la SOIUSA le Alpi dell'Eisenerz sono un supergruppo delle Alpi Settentrionali di Stiria ed hanno come codice il seguente: II/B-26.I-C.

## Suddivisione
La SOIUSA le suddivide in cinque gruppi:
- Gruppo dello Zeiritzkampel (7)
- Gruppo dell'Eisenerzer Reichenstein (8)
- Gruppo Hochkogel-Kaiserschild (9)
- Gruppo del Gößeck (10)
- Gruppo Lahnganglogel-Dürrenschöberl (11)